# Riu Ponani
Ponani és un riu de la costa Malabar, el més llarg de la regió (Kerala), que neix a les muntanyas Anamalai a Tamil Nadu i corre per Palghat cap al districte de Malappuram desaiguant a la mar d'Aràbia al costat de la ciutat de Ponani, a 10° 47′ 30″ N, 75° 58′ 00″ E / 10.79167°N,75.96667°E. El seu curs és de 311 km i la meitat del seu curs és paral·lel a la línia fèrria. Porta poca aigua excepte en temps de pluges. La boca està connectada amb Tirur per un canal.